# Guillaume Briçonnet
No se debe confundir con su hijo Guillaume Briçonnet (1470-1534).
Guillaume Briçonnet (Tours, 1445-Narbona, 14 de diciembre de 1514) fue un eclesiástico y hombre de estado francés, general de finanzas de Languedoc con Carlos VIII, consejero de Luis XII, obispo de Saint-Malo, Nîmes y Toulon, arzobispo de Reims y Narbona, Par de Francia y abad comendatario.  Creado cardenal por Alejandro VI, fue excomulgado por Julio II por su participación en el concilio de Pisa y absuelto por León X.  

## Biografía

### Familia
Último hijo de Jean Briçonnet, que fue señor de Varennes, y de su segunda mujer Jeanne Berthelot, tuvo varios hermanos: Guillaume, consejero en el parlamento; Jean, secretario de Luis XI; Martin, canónigo; Robert, arzobispo de Reims y canciller de Francia; y Pierre, general de finanzas en Languedoc.
De su matrimonio con Raoulette de Beaune tuvo varios hijos:
- Jean, consejero de estado;
- Guillaume, obispo de Lodève y de Meaux;
- Denis, obispo de Toulon, de Saint-Malo y de Lodève;
- Catherine, casada con el general de finanzas Thomas Bohier;
- Nicolas, general de finanzas en Bretaña.;
- Anne, casada con el presidente de cuentas Robert Daunet;
- Madeleine. casada con el maestro de súplicas Thibault de Longueioe.

### Carrera eclesiástica
Después de morir su mujer en 1487, Guillaume comenzó su carrera eclesiástica.   Cinco años después fue nombrado obispo de Saint-Malo, diócesis que mantuvo durante toda su vida.
Formaba parte de la comitiva del rey Carlos VIII cuando éste entró con sus tropas en Italia para conquistar el Reino de Nápoles, y a su paso por Roma el papa Alejandro VI, intimidado por la posibilidad de que los franceses le depusieran, accedió a las condiciones que impuso el rey, entre ellas la creación como cardenales de Briçonnet y Felipe de Luxemburgo, que se hizo efectiva en el  consistorio del 16 de enero de 1495; recibió el título de Santa Pudenciana.  La campaña militar fue inicialmente un éxito, pero la formación de la Liga Santa obligó a los franceses a replegarse.

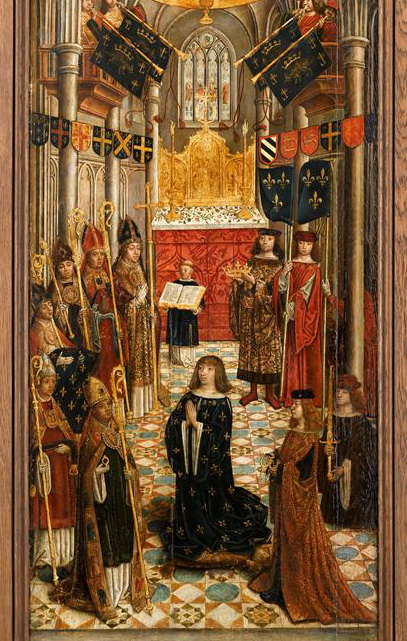
Briçonnet corona a Luis XII.

En 1496 fue nombrado también obispo de Nîmes, pero el cabildo catedralicio ya había elegido como tal a su preboste, y entre ambos candidatos se inició un pleito que tardó casi veinte años en resolverse.  En 1497 recibió la administración de la diócesis de Toulon, y ese mismo año, tras la muerte de su hermano Robert, Carlos VIII le nombró su sucesor como arzobispo de Reims, que llevaba aparejado el cargo de Par de Francia.  Como tal presidió la ceremonia de coronación de Luis XII en 1498.
No participó en los cónclaves de septiembre y octubre de 1503 en que fueron elegidos papas Pío III y Julio II por hallarse en aquellas fechas en Francia.  En 1507 fue promovido a arzobispo de Narbona y a cardenal obispo de Albano, el año siguiente de Frascati y el otro, de Palestrina.  Fue también abad comendatario de Grandmont y de Saint-Germain-des-Prés.

### El concilio de Pisa
En 1511 el papa Julio II y el rey Luis XII estaban enfrentados en la guerra de la Liga de Cambrai. Como medida de presión, bajo el patrocinio del rey se abrió el Concilio de Pisa en el que los cardenales Briçonnet, Carvajal, Borja y De Prie pretendieron destituir al papa, que depuso y excomulgó como a cismáticos a todos los participantes y en mayo de 1512 abrió el Concilio de Letrán V.  El de Pisa, trasladado después a Milán, Asti y Lyon, fue perdiendo fuerza hasta disolverse por falta de apoyos.
En abril de 1514, después de la muerte de Julio II, Briçonnet presentó ante su sucesor León X por mediación de su hijo Denis una declaración en la que se retractaba de sus errores y regresaba a la obediencia de Roma.  El papa le absolvió de las censuras impuestas contra él y le readmitió en el Colegio Cardenalicio.  

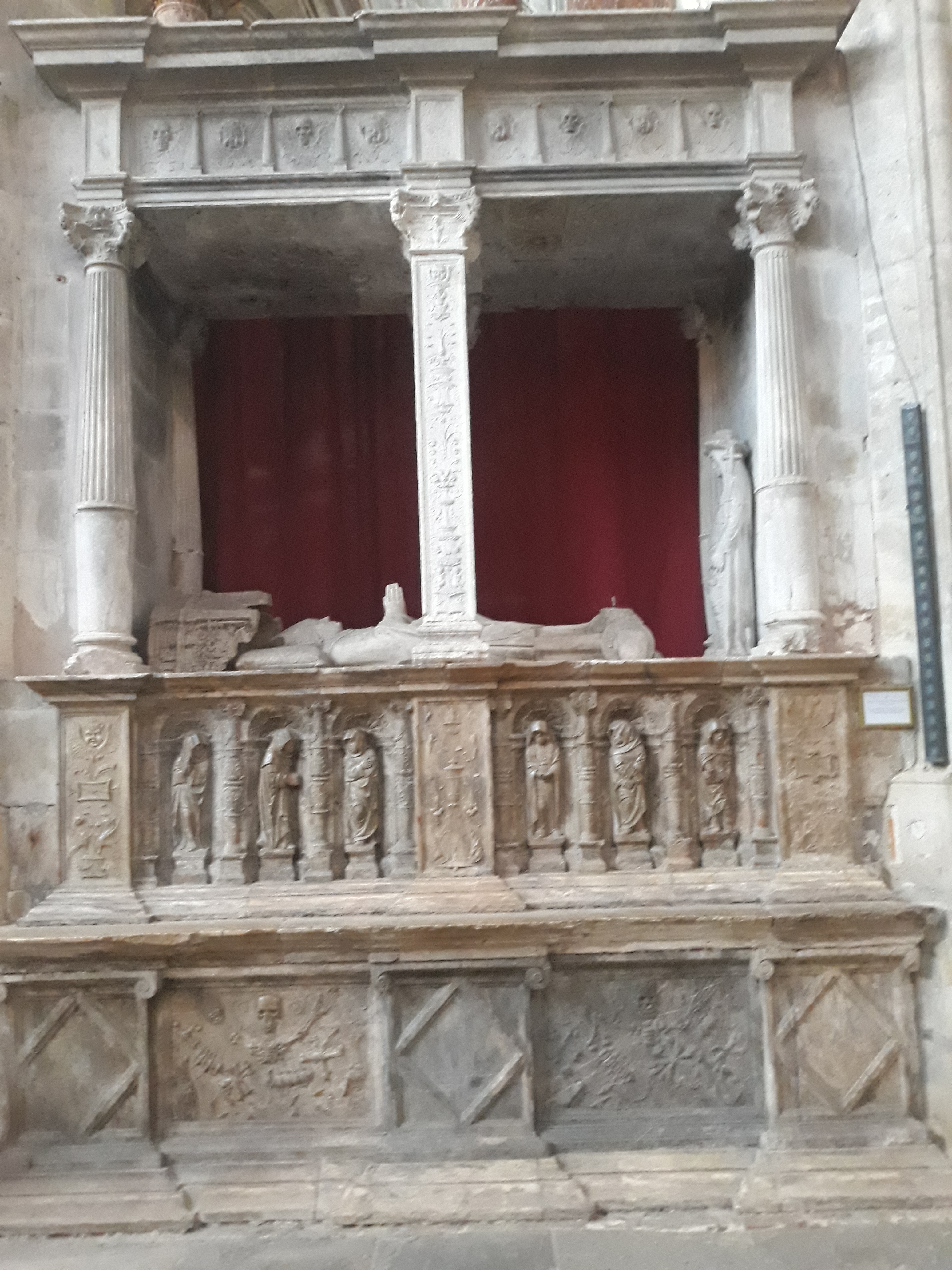
Sepultura del cardenal Briçonnet en la catedral de Narbona.

Muerto en Narbona a finales de 1514 con casi setenta años de edad, fue sepultado en la Catedral de Narbona.